# Arctosa depuncta
Arctosa depuncta är en spindelart som först beskrevs av O. Pickard-Cambridge 1876.  Arctosa depuncta ingår i släktet Arctosa och familjen vargspindlar. Inga underarter finns listade i Catalogue of Life.